# Indi Hartwell
Indi Hartwell, pseudonimo di Samantha De Martin (Melbourne, 17 agosto 1996), è una wrestler australiana sotto contratto con la TNA.
Durante la sua carriera, ha vinto tra l'altro il NXT Women's Championship e l'NXT Women's Tag Team Championship insieme a Candice LeRae.

## Carriera

### Circuito indipendente (2016–2019)
Samantha De Martin debuttò nel 2016, partecipando a numerosi eventi in Australia, principalmente nella Riot City Wrestling, Newcastle Pro Wrestling e Battle Championship Wrestling.
Ha conquistato dei titoli femminili in tutte le federazioni, vincendo anche il titolo femminile della World Series Wrestling dopo aver sconfitto Jordynne Grace. All'inizio del 2017, esordì negli Stati Uniti, precisamente nella Shimmer Women Athletes, dove lottò contro Tessa Blanchard. 
Successivamente, prese parte anche ad eventi della RISE, Zelo Pro Wrestling e nella Reality of Wrestling.

### WWE (2019–2024)

#### NXT(2019–2023)
Il 13 settembre 2019 fu annunciato il suo arrivo in WWE, assegnata al roster di NXT. Debuttò circa due mesi dopo, il 7 novembre, durante un house show di NXT utilizzando il suo vero nome.
Fu sconfitta in un tag team match insieme a Reina González, Jessi Kamea e Santana Garrett.
Nella puntata di NXT del 15 gennaio 2020, cambiò il ring name in Indi Hartwell e fece il suo esordio televisivo prendendo parte ad una Women's Battle Royal match per decretare la prima sfidante all'NXT Women's Championship, detenuto da Rhea Ripley a  NXT TakeOver: Portland, ma venne eliminata da Tegan Nox. 
Nella puntata di Raw del 20 aprile, esordì nel roster principale come jobber, dove venne sconfitta da Shayna Baszler per decisione arbitrale. Nella puntata di NXT del 13 maggio, subì un'altra sconfitta, di nuovo contro Tegan Nox, stabilendosi come heel. 
Il 15 luglio a NXT, ottenne la sua prima vittoria sconfiggendo Shotzi Blackheart, grazie ad una distrazione provocata da Robert Stone che tenne occupato l'arbitro, mentre Aliyah scaraventava Blackheart dal paletto. Successivamente, nel dicembre del 2020, si alleò con Austin Theory, Candice LeRae e Johnny Gargano nella stable nota come The Way.
Nella puntata di 205 Live del 22 gennaio Hartwell e LeRae sconfissero Cora Jade e Gigi Dolin nei quarti di finale del Dusty Rhodes Tag Team Classic femminile, ma il 10 febbraio vennero eliminate in semifinale da Ember Moon e Shotzi Blackheart. 
L'8 aprile, nella seconda serata di NXT TakeOver: Stand & Deliver, la Hartwell e la LeRae affrontarono la Moon e la Blackheart per l'NXT Women's Tag Team Championship ma vennero sconfitte. Nella puntata di NXT del 4 maggio la Hartwell e la LeRae trionfarono sulla Moon e la Blackheart in uno Street Fight conquistando così il titolo di coppia femminile. Tuttavia, dopo 63 giorni di titolo, le due persero le cinture contro Io Shirai e Zoey Stark il 6 luglio, nella puntata speciale NXT The Great American Bash.
Dopo essersi sposata con Dexter Lumis (kayfabe), nella puntata speciale NXT Halloween Havoc del 26 ottobre, Hartwell prese parte, con Persia Pirotta allo scareway to hell triple threat tag team ladder match con in palio l'NXT Women's Tag Team Championship che comprendeva anche le campionesse Io Shirai e Zoey Stark e Gigi Dolin e Jacy Jayne, match vinto da queste ultime.
Il 1º aprile 2023, a NXT Stand & Deliver, vinse l'NXT Women's Championship per la prima volta in un ladder match contro Roxanne Perez, Gigi Dolin, Lyra Valkyria, Tiffany Stratton e Zoey Stark. Mantenne la cintura contro Roxanne Perez e Zoey Stark nella puntata speciale NXT Spring Breakin' del 25 aprile. Tuttavia, il 2 maggio dovette rendere vacante il titolo dopo 31 giorni a causa del suo passaggio imminente a Raw e di un infortunio al ginocchio.

#### Main roster (2023–2024)
Il 28 aprile 2023, a seguito del Draft, passò al roster di Raw. Combatté il suo primo match a Raw nella puntata del 3 luglio, in cui lei e Candice LeRae vennero sconfitte ed eliminate da Chelsea Green e Sonya Deville durante un gauntlet match per determinare le sfidanti al Women's Tag Team Championship. Il 23 ottobre, a Raw, affrontò Becky Lynch per l'NXT Women's Championship, ma venne sconfitta. Nella puntata di Raw del 20 novembre, Hartwell e Candice LeRae parteciparono ad un fatal four-way tag team match insieme a Natalya e Tegan Nox, Kayden Carter e Katana Chance, Ivy Nile e Maxxine Dupri per determinare le sfidanti al Women's Tag Team Championship di Chelsea Green e Piper Niven, ma il match fu vinto da Natalya e Nox.
Il 27 gennaio a Royal Rumble, partecipò all'omonimo incontro entrando col numero 6, ma venne eliminata da Bayley.
Il 24 febbraio, nel kickoff di Elimination Chamber: Perth, Hartwell e Candice LeRae affrontarono le Kabuki Warriors per il Women's Tag Team Championship, ma vennero sconfitte.

### Renegades of Wrestling (2024–presente)
Nel marzo 2025, Hartwell tornò nel circuito indipendente a We Are Renegades dalla promozione australiana Renegades of Wrestling (ROW), dove vinse il ROW Women's Championship sconfiggendo la campionessa Aysha nell'evento principale. Nello stesso mese, ha fatto il suo debutto per House of Glory (HOG) al suo evento City of Dreamz, perdendo contro Mercedes Moné.

## Personaggio

### Mosse finali
- Big boot

### Soprannomi
- "Impressive"

## Titoli e riconoscimenti
- Battle Championship Wrestling
  - BCW Women's Championship (1)[13]

- Newcastle Pro Wrestling
  - Newy Pro Women's Championship (1)[14]

- Pro Wrestling Illustrated
  - 83ª tra le 100 migliori wrestler femminili nella PWI Women's 100 (2020)[15]

- Renegades of Wrestling
  - ROW Women's Championship (1)[16]

- Riot City Wrestling
  - RCW Women's Championship (1)[17]

- World Series Wrestling
  - WSW Women's Championship (1)[18]

- WWE
  - NXT Women's Championship (1)[2]
  - NXT Women's Tag Team Championship (1) – con Candice LeRae[3]